# London Voices
 (avril 2021).
Si vous disposez d'ouvrages ou d'articles de référence ou si vous connaissez des sites web de qualité traitant du thème abordé ici, merci de compléter l'article en donnant les références utiles à sa vérifiabilité et en les liant à la section « Notes et références ».

London Voices (quelquefois connu comme London Sinfonietta Voices) est un chœur basé à Londres conduit par Terry Edwards, qui a fondé l'ensemble en 1973. Ils ont été impliqués dans de nombreux enregistrements d'opéras et des bandes originales de films, dont Le Cuisinier, le voleur, sa femme et son amant, Vorace, la nouvelle trilogie Star Wars, Lucia di Lammermoor, la trilogie Le Seigneur des anneaux, la série de films Harry Potter,  Heavy Metal, Mission, Enemy at the Gates, La traviata, et L'Immortel, La Passion du Christ. Ils ont enregistré avec divers artistes comme Luciano Pavarotti, Dave Brubeck, Amy Grant et Queen.